# Brigitte und Marcel – Golzower Lebenswege
Brigitte und Marcel – Golzower Lebenswege (Alternativer Titel: Lebensläufe II – Brigitte) gehört zu der Langzeitdokumentation Die Kinder von Golzow (1961–2007) von Winfried Junge.

## Inhalt
Brigitte Gliesche, geboren im Jahre 1955, verstarb im Alter von 29 Jahren an Herzversagen. Sie wird als ein Mädchen gezeigt, das in seiner Jugend eher schüchtern und zurückhaltend war, sich jedoch später zunehmend zu einer selbstbewussten Frau entwickelte. Als erste der Kinder von Golzow wird sie bereits mit 17 Jahren Mutter und zieht ihren Sohn Marcel einige Jahre allein auf. Nach ihrer Ausbildung zur Geflügelzüchterin muss sie diesen Beruf auf Grund ihrer schweren Herzerkrankung bald aufgeben und erhält verschiedene Schonplätze.
Der Film zeigt ihren Lebensweg auf eine berührende Weise. Zu sehen ist, wie Brigitte eingeschult wird, wie sie ihre Lehre absolviert, ihr erstes Kind bekommt und später mit ihrem Ehemann ein Haus baut. Über ihren frühen Tod wird zurückhaltend informiert, gerade dies regt zum Nachdenken über Brigitte an. Ihr Leben, das eigentlich im Mittelpunkt des Filmes stehen sollte, wird nun mit Marcels Leben verknüpft. Es zeigen sich Parallelen zwischen dem Leben von Brigitte und dem ihres Sohnes. 
Auch Marcels Leben gestaltet sich nicht einfach, und nach einer Lehre als Schlosser findet er zunächst keine feste Anstellung. Nach der Wende ist er bei der Bundeswehr und wird später Schweißer bei einer Entsorgungsfirma. Marcels erstes Kind, Florian, kommt mit einer Behinderung zur Welt, hat einen deformierten Kopf und muss mehrfach operiert werden.
Zurückhaltend begleitet der Film sowohl Marcel als auch Brigitte in ihrem Streben nach der Erfüllung ihres Lebensanspruches.

## Produktion und Veröffentlichung
Brigitte und Marcel – Golzower Lebenswege (Alternativer Titel: Lebensläufe II – Brigitte) zeigt das Leben der bereits 1984 verstorbenen Brigitte Gliesche, geb. Heerwald, und ihres ersten Sohnes Marcel. Er wurde durch die Produktionsfirma à jour Film- & Fernsehproduktion GmbH (Berlin) in Ko-Produktion mit dem ORB, dem SR und dem SWF mit mehreren Schwarzweißfilm-Sequenzen hergestellt und hat eine Länge von 110 Minuten. Die Uraufführung erfolgte am 18. Februar 1999 in Berlin beim Internationalen Forum des Jungen Films. Das Werk kam am 7. Oktober 1999 in die Kinos. Die Fernseh-Erstsendung war bei N3 am 7. Januar 2001 zu sehen.

## Kritiken
„In seiner stillen Dramatik trifft das scheinbar unpolitische Doppelportrait Brigitte und Marcel – Golzower Lebenswege mitten ins Herz des Zuschauers. Zwei bescheidene, wortungewandte Menschen werden vor dem taktvoll-neugierigen Kameraauge erwachsen und kämpfen mit stiller Beharrlichkeit um Liebe und Gesundheit.“

„Ein durchaus anrührender Film, der jedoch zugleich auf dem schmalen Grat emotionaler Ausbeutung wandelt und wegen seiner seriellen Machart auch in Frage gestellt werden kann.“